# 赫扎努夫
赫扎努夫（Chrzanów，[ˈxʂanuf]  试听）是位於波蘭南部的城市，人口有39,704人（2006年）。自1999年起，赫扎努夫屬小波蘭省管轄。赫扎努夫也是赫扎努夫縣的行政中心都市。
赫扎努夫曾屬波蘭立陶宛聯邦，在瓜分波蘭后改屬哈布斯堡帝國。奧匈帝國解體崩潰之後，赫扎努夫屬獨立的波蘭第二共和國。兩次世界大戰期間，赫扎努夫實現了工業化。二戰期間赫扎努夫被德國佔領。戰爭結束后，赫扎努夫再次歸屬波蘭。

## 外部連結
- Chrzanovia Patria Parva - a website on Chrzanów in English （页面存档备份，存于）
- Chrzanow; the Life and Destruction of a Jewish Shtetl （页面存档备份，存于）
- Jewish Community in Chrzanów （页面存档备份，存于） on Virtual Shtetl

50°08′N 19°24′E / 50.133°N 19.400°E